# 98 mm moździerz M-98
98 mm moździerz M-98 – polski moździerz średni kalibru 98 mm, ciągniony, skonstruowany w latach 1993–1997 w Ośrodku Badawczo-Rozwojowym Maszyn Ziemnych i Transportowych w Stalowej Woli, od 2003 produkowany przez Hutę Stalowa Wola; amunicję do moździerza produkują Zakłady Metalowe Dezamet.

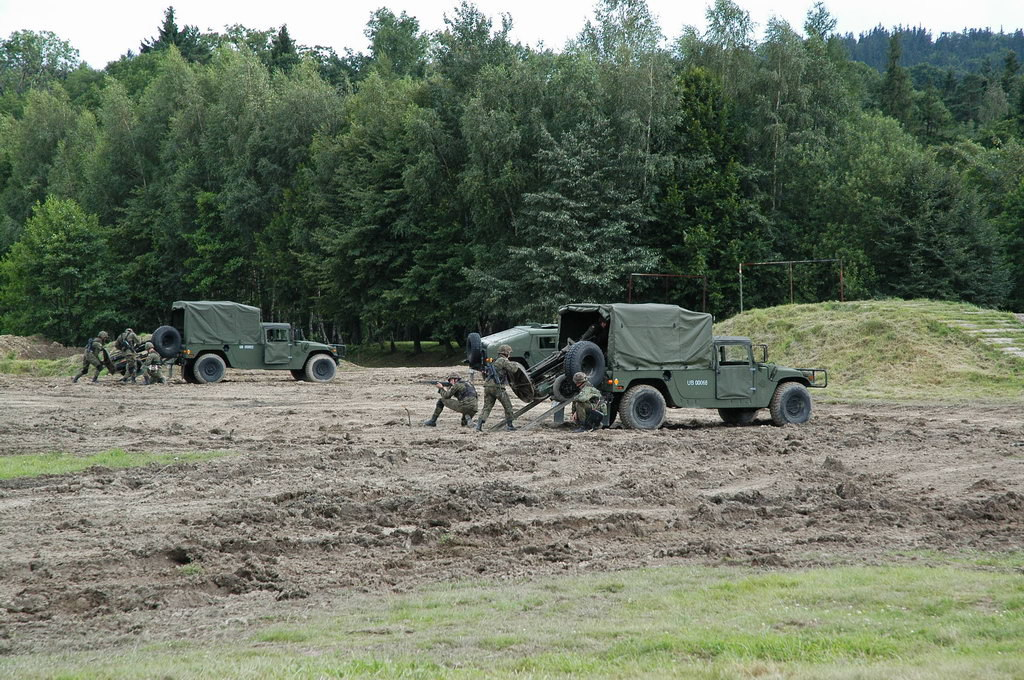
Żołnierze 18. bielskiego batalionu desantowo-szturmowego podczas załadunku moździerza M-98 na pojazd Humvee

## Historia
Holowany moździerz średni kalibru 98 mm powstał w wyniku podpisania przez Polskę w 1991 Traktatu o konwencjonalnych siłach zbrojnych w Europie, który ogranicza liczbę posiadanych przez Polskę systemów artyleryjskich o kalibrze powyżej 100 mm do maksymalnie 1610. Prace nad moździerzem, który dawał możliwość nienaruszania układu CFE-1 i zarazem zwiększenia możliwości wojsk artylerii, rozpoczęto w 1993 roku w Ośrodku Badawczo-Rozwojowym Maszyn Ziemnych i Transportu w Stalowej Woli z własnej inicjatywy firmy. W 1994 powstał model balistyczny, a w 1997 ukończono prototyp moździerza. Moździerz M-98 jest drugą konstrukcją na świecie moździerza kalibru 98 mm, po słowackim (vz. 97).
W 2003 roku zostało złożone zamówienie przez Wojsko Polskie w Hucie Stalowa Wola na dostawę moździerza M-98 dla armii. Opóźnienia zamówień spowodowane były przez opóźnienia w opracowaniu amunicji. Do 2005 roku dostarczono ok. 60 sztuk. W 2022 roku w Wojsku Polskim były 93 moździerze.

## Zastosowanie
Moździerz M-98 służy jako podstawowy środek ogniowy pododdziałów wsparcia wojsk zmechanizowanych, powietrznodesantowych i piechoty górskiej. Wykorzystuje się go do niszczenia siły żywej, opancerzonego sprzętu bojowego, fortyfikacji polowych oraz środków dowodzenia i ogniowych, szczególnie w zagłębieniu terenu.
Pierwsze moździerze zostały odebrane przez wojsko w czerwcu 2003 roku i przekazane do 18 Bielskiego Batalionu Desantowo-Szturmowego. M-98 znajduje się na wyposażeniu 6 Brygady Powietrznodesantowej z Krakowa, 25 Brygady Kawalerii Powietrznej z Tomaszowa Mazowieckiego oraz 22 Batalionu Piechoty Górskiej z Kłodzka. W batalionach 6 BPD używane jest po 9 moździerzy w kompaniach wsparcia.
Moździerze M-98 wykorzystywane były przez Polski Kontyngent Wojskowy w Afganistanie.
Moździerz M-98 został wyposażony w wózek transportowy, który służy do krótkotrwałego transportu. Do przewożenia wykorzystywane są pojazdy M1097A2 serii HMMWV, natomiast obsługa i amunicja przewożona jest samochodem M1025A2 lub M1045A2.

## Amunicja
Amunicja do tego moździerza jest produkowana w zakładach mechanicznych Dezamet:
- RAD-2 – kasetowa, zawierająca 12 podpocisków kumulacyjno-odłamkowych GKO.
- RAD-3 – odłamkowa, zawierająca około 4000 odłamków.

Produkowana i używana jest również amunicja oświetleniowa i dymna.
Amunicja odłamkowo-burząca produkowana jest przez Zakłady Metalowe Mesko.
Granaty odłamkowo-burzące mają masę 10,1 kg.
W 1999 roku pracowano nad pociskiem przeciwpancernym oznaczonym jako RAD-1, jednak pocisk nigdy nie wyszedł poza fazę koncepcyjną.
Odpalanie moździerza możliwe jest w sposób grawitacyjny (przez opuszczenie granatu do lufy) lub za pomocą mechanizmu odpalającego.